# Berawang Dewal
Berawang Dewal is een bestuurslaag in het regentschap Aceh Tengah van de provincie Atjeh, Indonesië. Berawang Dewal telt 949 inwoners (volkstelling 2010).